# Leche chocolatada

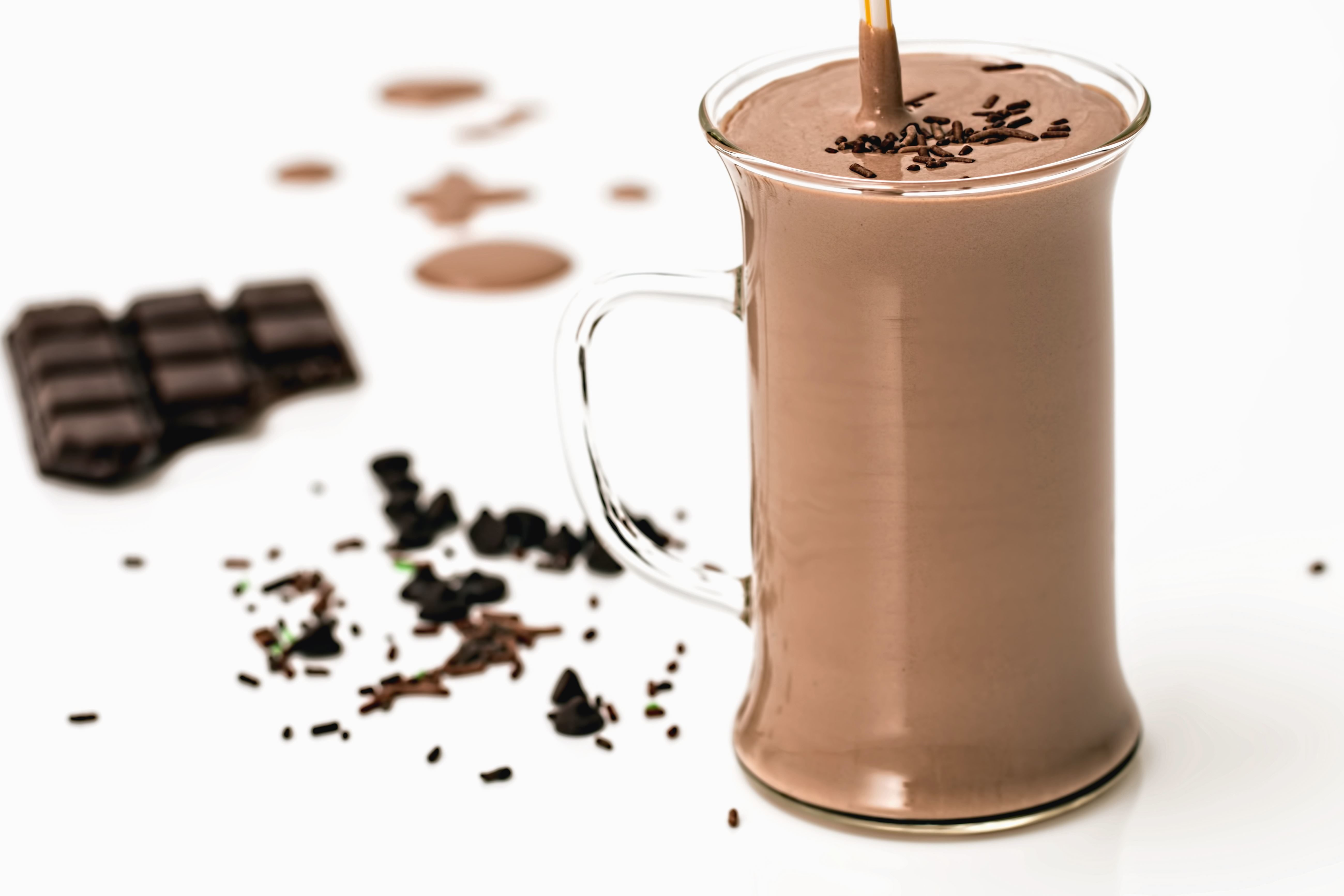
Un vaso de leche chocolatada.

La leche chocolatada, leche de/con chocolate o chocomilk (del inglés chocomilk), es una bebida preparada con leche (vegetal o animal) y cacao en polvo, que puede tomarse fría o caliente. 

## Tipos
Los carbohidratos líquidos de la leche son suficientes para tapar el sabor amargo de la teobromina del cacao. Sin embargo, la mayoría de las veces se añaden edulcorantes para darle ese toque dulce a la bebida.
Dado que en la chocolatada casera las partículas del cacao en polvo se hunden rápidamente, se recomienda batir o agitar la bebida antes de su consumición. Esto no suele ser un problema en aquellas chocolatadas prefabricadas.

### Leche con chocolate
El azúcar añadido en la chocolatada prefabricada es usado como conservante y la energía que da el azúcar la convierte en comida instantánea. También se puede hacer en casa mezclando leche con cacao en polvo y cualquier tipo de edulcorante, con chocolate derretido, sirope de chocolate o un preparado de chocolatada. Ingredientes como el almidón, sal, Carragenano, vainilla o saborizantes también pueden ser añadidos e incluso, con el fin de aumentar el valor nutricional, minerales como el óxido de zinc y hierro son añadidos.

### Impacto negativo en la salud
Varios nutricionistas han criticado la chocolatada por su gran cantidad de azúcar y la correlación con la obesidad infantil. Como esta bebida puede llegar a contener más del doble de azúcar que la leche desnatada algunos colegios han dejado de servirla.

## Proveniencia

### Bebidas en polvo
Las bebidas en polvo de cacao y edulcorante pueden ser "caseras" o fabricados comercialmente, es decir, a gran escala.

### Listo para consumir
La chocolatada lista para consumir es creada gracias a la homogeneización.
A temperatura ambiente e inferiores, el chocolate es sólido por lo cual no se disuelve y se mantiene suspenso en la leche. La suspensión debe ser estabilizada sino el polvo se hunde. La separación se puede ralentizar:
- Reduciendo el tamaño de las partículas.
- Reduciendo la densidad de las partículas, incorporando aire a la mezcla.
- Aumentando la viscosidad de la leche al incorporar agentes espesantes.

El carragenano es usado en pequeñas dosis para formar una fina película que evita que las partículas del cacao se desgasten.
La chocolatada lista para tomar debe ser refrigerada al igual que la leche normal con la excepción de algunas bebidas pasteurizadas, que pueden ser guardadas a temperatura ambiente. Las cualidades nutricionales de la leche chocolatada causan un gran debate: mientras que unos critican su alto contenido de azúcar, otros sugieren que tiene un valor nutricional mayor que la leche normal.

### Desventajas
La chocolatada lista para consumir contiene menos antioxidantes, cafeína, etc., dada la oxidación del agua de la leche.

## Comercialización
Si bien la leche chocolatada se compra y almacena fría, también se puede calentar para obtener una bebida similar al chocolate caliente. Algunas marcas de fábrica animan a los consumidores a que utilicen el producto como bebida fría y caliente.
Se puede expender en envases tipo Tetra Brik, sachet o bien en forma de polvo para mezclar con leche líquida. 
Cabe destacar que en algunos países (Venezuela, por ejemplo) se le da el nombre de Toddy por el fenómeno de vulgarización de marca comercial.

## Estudios e investigación
Se han publicado algunos estudios sobre el valor nutricional de la leche con cacao. En 2005, un estudio de Departamento de Educación de Nueva York, reveló que, si se cambiase la leche entera por leche desnatada o semidesnatada en la chocolatada, los estudiantes estarían tomando 5960 calorías y 619 gramos de grasa menos al año. Sin embargo, estudios más recientes demuestran que la leche con bajos niveles de grasa puede aumentar la cantidad de grasa corporal y contribuir a la obesidad. La leche entera es probablemente más beneficial para la salud de niños con obesidad que cualquier otra.
Un estudio realizado por la Universidad de Loughborough en abril de 2007 indica que la chocolatada puede acelerar la recuperación tras un entrenamiento. El estudio fundamentó que la leche es una bebida rehidratante efectiva.
Científicos en Barcelona realizaron una investigación en noviembre de 2009 donde sugerían que el consumo regular de leche desnatada con cacao rico en flavonoides puede reducir la inflamación y ralentizar o prevenir el desarrollo de ateroesclerosis. El estudio afirma que los efectos de su consumo no son tan pronunciados como aquellos del consumo de vino tinto. Sin embargo, otros investigadores descubrieron que en una sola “porción” de cacao hay 611 miligramos de equivalentes de ácido gálico (GAE) y 564 miligramos de equivalentes de epicatequina (ECE) en comparación con los 340 miligramos de GAE y 163 miligramos de ECE del vino tinto y 165 miligramos de GAE y 47 miligramos de ECE del té verde.
Un ensayo de 2009 comparó la chocolatada con una bebida rehidratante (con la misma cantidad de carbohidratos y proteínas) administrada a ciclistas tras entrenamientos intensos. Los investigadores no encontraron diferencias en los niveles de creatina quinasa en plasma y dolores musculares post entrenamiento, ni en el cansancio durante el ejercicio. Ahora bien, dado que la chocolatada es normalmente más barata que dichas bebidas, los investigadores afirmaron que la chocolatada “sirve como una alternativa más conveniente, barata para muchos atletas”.
Un estudio de nutrición deportiva de mayo de 2010 concluyó que “la recuperación del ejercicio durante cortos periodos de tiempo de entrenamientos de futbol intensivo parece ser similar cuando se consumen BC (bebidas chocolatadas) y CHO (carbohidratos) tras el ejercicio”.
Finalmente, un estudio de la Universidad Kean en Nueva Jersey en 2011 llegó a resultados similares con jugadores de futbol, descubriendo que había un incremento de fatiga con el tiempo cuando se consumía chocolatada. Este estudio también vio el efecto de la chocolatada en entrenamientos matutinos y por la tarde de jugadoras de futbol durante la pretemporada. Se les administraron chocolatada y bebidas isotónicas entre ambos entrenos, en cada entrenamiento por la tarde se les hizo correr hasta fatigarse a todas. El estudió concluyó que la chocolatada tiene los mismos beneficios de recuperación en mujeres que las bebidas isotónicas.

### Producción de oxalato de calcio
El chocolate tiene Ácido oxálico, que reacciona con el calcio de la leche produciendo así oxalato de calcio, previniendo así la absorción del calcio en el intestino. Sin embargo, su cantidad es tan pequeña que su efecto en la absorción del calcio es insignificante (2%-3%). Como el chocolate contiene una mínima cantidad de oxalato, esta aun sin resolver la cuestión sobre cuanto afecta realmente su consumo a las personas con una dieta rica en calcio.
En un estudio de 2008, participantes que consumían una o más porciones de chocolate al día tenían menor densidad ósea que aquellos que tomaban chocolate seis o menos veces a la semana. Los investigadores creen que esto es causado por la inhibición de la absorción de calcio causado por el oxalato- aunque podría ser también por la cantidad de azúcar en el chocolate, lo cual puede aumentar la eliminación de calcio. Está claro a su vez que, consumir comidas con grandes niveles de oxalato - y a su vez su efecto en la absorción del calcio – es una mayor preocupación para aquellas personas con piedras de oxalato en los riñones, que ocurren cuando hay demasiado oxalato en la orina. Estas personas deberían reducir su consumo de oxalato y aumentar su consumo de calcio. Sin embargo, los altos niveles de magnesio del chocolate son capaces de reducir el riesgo de aparición de dichas piedras puesto que, al igual que el citrato, el magnesio es un inhibidor de la formación de cristales urinarios.

## Historia
El Museo de Historia Natural nombra al botánico irlandés Hans Sloane como el inventor de beber leche chocolatada. Sloane encontró la bebida jamaicana de cacao con agua imbebible, pero, al añadirle leche, mejoraba el sabor. Sin embargo, de acuerdo con el historiador James Delbourgo, los jamaicanos tenían “una bebida caliente hecha a partir de ralladura de cacao fresco, hervido con leche y canela” ya en 1494.